# IPad (1re génération)
L'iPad de première génération, est une tablette tactile, modèle de la 1re génération d'iPad de la marque Apple. L'appareil est doté d'un système sur une puce (SoC) Apple A4, d'un écran tactile de 9 pouces et permet d'accéder aux réseaux téléphoniques. Utilisant le système d'exploitation iOS, la tablette permet de lire, écouter de la musique, naviguer sur le web et écrire des mails. D'autres fonctions, notamment la possibilité de jouer à des jeux et d'accéder à des références, à un logiciel de navigation GPS et à des services de réseaux sociaux, peuvent être possibles en téléchargeant des applications.
L'appareil est annoncé et dévoilé le 27 janvier 2010 par Steve Jobs lors d'un événement presse Apple. Le 3 avril 2010, la variante Wi-Fi de l'appareil est sortie aux États-Unis, suivie par la sortie de la variante « Wi-Fi + 3G » le 30 avril. Le 28 mai 2010, l'appareil est lancé en Australie, au Canada, en France, au Japon, en Italie, en Allemagne, en Espagne, en Suisse et au Royaume-Uni.
L'appareil reçoit des critiques positives de divers médias et publications technologiques. Les critiques souligne la large gamme de fonctionnalités de l'appareil et le qualifie de concurrent des ordinateurs portables et des netbooks. Certains aspects sont critiqués, notamment la fermeture du système d'exploitation et la prise en charge insuffisante du format multimédia Adobe Flash. Au cours des 80 premiers jours, 3 millions d'iPads sont vendus. Lorsque l'iPad 2 est commercialisé, Apple vend plus de 15 millions d'iPad.

## Lancement
Steve Jobs, déclare dans un discours en 1983 sur l'entreprise :
« [Our] strategy is really simple. What we want to do at Apple, is we want to put an incredibly great computer in a book that you can carry around with you and learn how to use in 20 minutes... And we really want to do it with a radio link in it so you don't have to hook up to anything and you're in communication with all of these larger databases and other computers »
« Notre stratégie est très simple. Ce que nous voulons faire chez Apple, c'est de proposer un ordinateur incroyablement performant de la taille d'un livre que vous pouvez emporter avec vous et apprendre à l'utiliser en 20 minutes... Et nous voulons vraiment le faire avec une connexion à l'intérieur afin que vous soyez en toujours en communication avec toutes ces grandes bases de données et ces autres ordinateurs.. »
La première tablette tactile d'Apple est le Newton MessagePad 100, présenté en 1993, qui permet la création du processeur ARM6 avec Acorn Computers. La société développe également un prototype de tablette basé sur le PowerBook Duo, le PenLite, mais décide de ne pas le vendre afin de ne pas nuire aux ventes du MessagePad. D'autres PDA basés sur Newton ; le dernier, le MessagePad 2100, sont abandonnés en 1998.
Fin 2009, la sortie de l'iPad fait l'objet de rumeurs depuis plusieurs années. Ces spéculations portent essentiellement sur la tablette d'Apple, dont les noms spécifiques sont iTablet ou iSlate. Le nom actuel est, semble-t-il, un hommage au LCARS de Star Trek, un appareil fictif dont l'apparence est très similaire à celle de l'iPad. L'appareil est présenté le 27 janvier 2010 par Steve Jobs lors d'une conférence de presse au Yerba Buena Center for the Arts de San Francisco.
Jobs déclare par la suite, avoir commencé à développer l'iPad avant l'iPhone, mais l'idée est temporairement mise de côté en réalisant que cela fonctionne tout autant avec un téléphone mobile. Le nom de code interne est « K48 », ce qui est révélé dans l'affaire judiciaire concernant la fuite d'informations avant son lancement.
Les pré-commandes débutent le 12 mars 2010 aux États-Unis et les commandes s'effectuent à partir du 3 avril 2010. La version WiFi + 3G est lancée le 30 avril 2010 aux États-Unis. Le service 3G est fourni par AT&T et est prévu avec 2 options de données prépayées sans contrat : la première pour les données illimitées et l'autre pour 250 Mo par mois à moitié prix. L'appareil est initialement disponible à la vente que sur le store en ligne et dans les points de vente d'Apple. Par la suite, il devient accessible auprès de détaillants tels qu'Amazon, Walmart et les opérateurs de réseau. Il est introduit dans des pays comme l'Australie, le Canada, la France, l'Allemagne, le Japon et le Royaume-Uni le 28 mai. Les pré-commandes débutent le 10 mai. La société met en vente l'iPad à Hong Kong, en Irlande, au Mexique, en Nouvelle-Zélande et à Singapour le 23 juillet 2010. Israël fait brièvement interdire l'importation de l'appareil, car il craint que le Wi-Fi n'interfère avec d'autres appareils,. La tablette sort officiellement en Chine le 17 septembre 2010.

## Réception

### Accueil
L'iPad est sélectionné par le magazine Time comme l'une des 50 meilleures inventions de l'année 2010, tandis que Popular Science l'a désigné comme le meilleur gadget dans le classement général Best of What's New 2010,.

### Critiques
Le site CNET reproche l'absence de connexion sans fil de synchronisation, proposé par Zune, un baladeur numérique de la marque Microsoft.
Walt Mossberg déclare que l'appareil « à le pouvoir de changer l'informatique et menace les ordinateurs portables ».
David Pogue, du New York Times, rédige une double critique, dont une partie destinée aux personnes passionnées de technologie et l'autre aux personnes qui ne le sont pas. Dans la première partie, il note qu'un ordinateur portable offre plus de fonctionnalités pour un prix inférieur à celui de l'iPad. En revanche, dans la seconde partie de son article, il affirme que si ses lecteurs apprécient le concept de l'appareil et peuvent en comprendre les usages, ils prendront plaisir à l'utiliser. Michael Arrington de TechCrunch déclare : « L'iPad dépasse même mes attentes les plus optimistes. Il s'agit d'une nouvelle catégorie d'appareils. Mais il va aussi remplacer les ordinateurs portables pour de nombreuses personnes ».

## Ventes
300 000 iPad sont vendus dès leur disponibilité et un mois plus tard, la société dépasse le million de ventes pour la tablette. Lors de la conférence téléphonique financière du 18 octobre 2010, Steve Jobs annonce qu'Apple a écoulé plus d'iPads que de Macs au cours du quatrième trimestre fiscal. Au total, la société a commercialisé plus de 15 millions d'iPad de première génération avant le lancement de l'iPad 2, soit plus que toutes les autres tablettes réunies et 75 % des ventes de tablettes à la fin de l'année 2010.

## Fin de commercialisation
Le 2 mars 2011, la production de l'appareil est arrêtée à la suite de l'annonce de son successeur l'iPad 2.

## Composition

### Écran
La tablette est composée d'un écran à cristaux liquides Multi-touch de 197 × 148 mm en verre, oléophobe et résistant aux rayures. L'écran réagit à différents capteurs : un capteur de lumière ambiante pour régler la luminosité de l'écran et un accéléromètre à trois axes pour détecter l'orientation afin de passer du mode portrait au mode paysage. Contrairement aux applications intégrées de l'iPhone et de l'IPod touch, celles-ci prennent en charge la rotation de l'écran dans quatre orientations (portrait, paysage-gauche et paysage-droit), y compris à l'envers.

### Processeur et mémoire
L'appareil est doté d'un SoC Apple A4 comprenant un processeur de 1 GHz, une Mémoire vive de 256 Mo et un Processeur graphique PowerVR SGX535.
Les options de stockage interne de l'appareil vont de 16 Go à 64 Go et deux options de connexions sont disponibles : WiFi ou WiFi + 3G. Contrairement à ses successeurs, la variante Wi-Fi + 3G ne peut prendre en charge que les opérateurs utilisant les normes GSM/UMTS et n'est pas compatible avec les réseaux CDMA ; toutefois, comme ses successeurs, les services GPS assistés sont pris en charge.

## Conception
Il comporte quatre boutons physiques, dont un bouton home en bas de l'écran qui ramène l'utilisateur au menu principal, et trois interrupteurs physiques sur les côtés : un commutateur qui passe en mode silence et un bouton volume haut et un bas. À l'origine, le commutateur verrouillait l'écran, mais avec la mise à jour iOS 4.2, il devient un commutateur pour passer en mode silence, déplaçant la fonction de verrouillage de rotation de l'écran dans le centre de contrôle,.

## Logiciel
L'appareil est fourni avec iPhone OS 3.2. En septembre 2010, Apple annonce que l'iPad bénéficie de l'iOS 4 en novembre 2010. Il est équipé de plusieurs applications, notamment Safari, Mail, Photos, Vidéo, iTunes, App Store, Plans, Notes, Calendrier et Contacts.
Bien que l'iPad ne soit pas conçu pour remplacer un téléphone portable, l'utilisateur peut utiliser un casque filaire, le haut-parleur et le microphone intégrés pour passer des appels téléphoniques en Wi-Fi ou en 3G à l'aide d'une application VoIP.
Le 12 octobre 2011, iOS 5 est lancé sur divers appareils, dont l'iPad de première génération, et peut être téléchargé via iTunes gratuitement.